# Humbertia madagascariensis
Humbertia madagascariensis Lam. – gatunek roślin z monotypowego rodzaju Humbertia Comm. ex Lam., należący do rodziny powojowatych, występujący endemicznie na Madagaskarze, w jego południowo-wschodniej części, na obszarze na południe od Manakara do Tôlanaro. Drzewa te charakteryzują się bardzo twardym i trwałym drewnem, używanym do budowy statków, mostów, masztów i innych budowli. 

## Morfologia
PokrójDrzewa o wysokości do 30 m. Pień zwykle prosty, okrągły w przekroju, o średnicy do 200 cm. Kora szara do brązowej, drobno spękana, wewnętrzna z białymi pasmami. Gałązki z wyraźnymi bliznami po liściach, w młodości czerwonawo owłosione.
LiścieUlistnienie naprzemianległe, skupione na końcach gałązek. Przylistki nieobecne. Ogonki liściowe o długości 0,5–1,5 cm. Blaszka liściowa odwrotnie jajowata, o wielkości 3–10,5 cm × 1,5–4 cm, klinowata u nasady, tępa do lekko karbowanej na wierzchołku, skórzasta, naga. Użyłkowanie liścia pierzaste, z 6–9 parami żyłek bocznych.
KwiatyWyrastają z kątów liści na szypułkach o długości 1–1,5 cm. Obupłciowe, lekko grzbieciste, pięciokrotne. Działki kielicha prawie wolne, odwrotnie jajowate do zaokrąglonych, o długości ok. 1 cm, z błoniastymi brzegami. Płatki korony dzwonkowate, o długości ok. 1,5 cm, owłosione z zewnątrz, kremowo-białe z błoniastymi brzegami. Pręciki o długości ok. 4,5 cm. Słupek górny. Zalążnia o długości ok. 4 mm, owłosiona przy wierzchołku, dwukomorowa. Szyjka słupka smukła, o długości ok. 4 cm.
OwoceElipsoidalno-jajowate pestkowce o długości ok. 1,5 cm. Owoce mają ścianki lekko mięsiste, gładkie, brązowawe, niepękające. Zawierają 1–2, rzadziej do 4 nasion. Nasiona jajowate, o długości ok. 7 mm, beżowe, gładkie.

## Biologia i ekologia
AnatomiaW pręcikach, słupku i płatkach korony kwiatu obecne są komórki wydzielnicze. Łyko wewnętrzne nieobecne.
RozwójFanerofit.
SiedliskoWystępuje w lasach deszczowych, do wysokości 600–1000 m n.p.m.

## Systematyka
Gatunek z monotypowego rodzaju Humbertia Lam. w obrębie monotypowej podrodziny Humbertioideae Roberty w rodzinie powojowatych. Uznawany za najbardziej pierwotny rodzaj w całej rodzinie powojowatych, siostrzany dla pozostałych taksonów. W niektórych ujęciach taksonomicznych wydzielany do odrębnej rodziny Humbertiaceae.

## Nazewnictwo
Etymologia nazwy naukowejNazwa rodzaju honoruje francuskiego botanika Jean Henri Humberta, żyjącego w latach 1887–1967, badacza flory Madagaskaru i Komorów, autora "Flore de Madagascar et des Comores". Nazwa gatunkowa odnosi się do miejsca występowania rośliny.
Nazwy zwyczajowe w językach obcychW jęz. francuskim nazwa tego drzewa to bois de fer, czyli drzewo żelazne.
Synonimy nomenklaturowe
- Endrachium madagascariense (Lam.) J.F.Gmel., Syst. Nat.: 339 (1791).

Synonimy taksonomiczne
- Humbertia aeviternia Comm. ex Lam., Encycl. 2: 256 (1786).
- Thouinia spectabilis Sm., Pl. Icon. Ined. 1: t. 7 (1789).
- Smithia thouinia J.F.Gmel., Syst. Nat.: 388 (1791).

## Zastosowania
Drewno pozyskiwane z tej rośliny, zwane lokalnie jako endra endra lub fantsinakoho, o różowawo-kremowo-białej do różowawo-bladobrązowej twardzieli, wyraźnie oddzielonej od szarawo-żółtej bieli, jest bardzo ciężkie i wyjątkowo twarde. Gęstość tego drewna wynosi 1240 kg/m3, czyli prawie dwukrotnie więcej od drewna dębu (750 kg/m3). Twardość drewna mierzona metodą Janki wynosi 19,39 N (w przypadku dębu jest to 5 N, a w przypadku sosny ok. 2 N). Z tego względu drewno jest bardzo trudne do piłowania i strugania. Przebijanie go jest niemożliwe, jednak dobrze się klei i maluje. Jest niezwykle trwałe, odporne na ataki grzybów, owadów i świdraków. Jest wykorzystywane do budowy ciężkich konstrukcji, stolarki zewnętrznej i wewnętrznej, słupów, konstrukcji okrętowych, nabrzeży i mostów, wytrzymałych i luksusowych parkietów, podkładów kolejowych i narzędzi rolniczych. Ze względu na trudność obróbki jego zastosowanie jest jednak ograniczone.
Drewno tego drzewa pachnie podobnie jak drewno sandałowca. Wyizolowano z niego specyficzny seskwiterpen: humbertiol.